# Glorieta (Beskid Niski)
Glorieta (552 m n.p.m.) – wzniesienie w Beskidzie Niskim, na południowy wschód od centrum Iwonicza-Zdroju. Na szczycie góry w XIX wieku stała ozdobna glorieta, a w okresie międzywojennym wysoka dwupiętrowa wieża z dookolnym widokiem. Na północnym stoku góry znajdują się odwierty wody mineralnej "Klimkówka 25" i "Klimkówka 27".
Szlaki spacerowe
- Iwonicz-Zdrój – Rymanów-Zdrój (przez Przymiarki). Czas przejścia 2,5 godziny.
- Bałucianka (cerkiew) 1:40 h przez Górę Przymiarki 1:15 h (szlak Łemkowski)